# 齐奥·塞克齐亚洛里
齐奥·塞克齐亚洛里（Tazio Secchiaroli，1925年11月26日—1998年7月24日）是一位意大利摄影师，一般被认为是狗仔队的鼻祖，被认为是导演费德里柯·费里尼的电影《甜蜜的生活》（La dolce vita）中帕帕拉佐（Paparazzo）人物的原型。